# Campionati europei di nuoto 1947
La VI edizione dei campionati europei di nuoto si disputò a Montecarlo (Principato di Monaco) dal 10 al 14 settembre 1947.
Il programma della manifestazione rimase invariato rispetto alle edizioni anteguerra. Miglior risultato tecnico nei campionati è stato il primato mondiale di Alex Jany nei 400 m stile libero, tanto più notevole perché il 4'35"2 è stato ottenuto in vasca da 50 metri contro il vecchio primato dello statunitense William Smith, 4'38"5 nuotato in vasca da 25 iarde.

## Medagliere
| Posizione | Paese          |    |    |    | Totale |
| --------- | -------------- | -- | -- | -- | ------ |
| 1         | Francia        | 6  | 1  | 1  | 8      |
| 2         | Danimarca      | 5  | 0  | 1  | 6      |
| 3         | Ungheria       | 1  | 5  | 4  | 10     |
| 4         | Svezia         | 1  | 4  | 0  | 5      |
| 5         | Paesi Bassi    | 1  | 2  | 2  | 5      |
| 5         | Gran Bretagna  | 1  | 2  | 2  | 5      |
| 7         | Italia         | 1  | 0  | 0  | 1      |
| 8         | Austria        | 0  | 1  | 1  | 2      |
| 8         | Jugoslavia     | 0  | 1  | 1  | 2      |
| 10        | Belgio         | 0  | 0  | 2  | 2      |
| 10        | Cecoslovacchia | 0  | 0  | 2  | 2      |
| Totale    | Totale         | 16 | 16 | 16 | 48     |

## Nuoto

### Uomini
M = primato mondiale
| Evento               | Oro                                                                  | Perform. | Argento                                                            | Perform. | Bronzo                                                       | Perform. |
| Stile libero         |                                                                      |          |                                                                    |          |                                                              |          |
| 100 m                | Alex Jany                                                            | 56"9     | Per-Olof Olsson                                                    | 58"8     | Elemér Szathmáry                                             | 59"6     |
| 400 m                | Alex Jany                                                            | 4'35"2 M | György Mitró                                                       | 4'50"4   | Miloslav Bartušek                                            | 4'51"4   |
| 1500 m               | György Mitró                                                         | 19'28"0  | Ferenc Vörös                                                       | 20'07"0  | Marijan Stipetic                                             | 20'08"5  |
| Dorso                |                                                                      |          |                                                                    |          |                                                              |          |
| 100 m                | Georges Vallerey Jr.                                                 | 1'07"6   | Valent Gyula                                                       | 1'10"5   | Jiří Kovár                                                   | 1'10"5   |
| Rana                 |                                                                      |          |                                                                    |          |                                                              |          |
| 200 m                | Roy Romain                                                           | 2'40"1   | Anton Cerer                                                        | 2'41"6   | Sándor Németh                                                | 2'46"2   |
| Staffette            |                                                                      |          |                                                                    |          |                                                              |          |
| 4x200 m stile libero | Svezia Per-Olof Olsson Martin Lundén Per-Olof Östrand Olle Johansson | 9'00"5   | Francia Alex Jany Charles Babey Georges Vallerey Jr. Jean Vallerey | 9'00"7   | Ungheria Imre Nyéki Géza Kádas György Mitró Elemér Szathmáry | 9'01"0   |

### Donne
| Evento               | Oro                                                                  | Perform. | Argento                                                                           | Perform. | Bronzo                                                                       | Perform. |
| Stile libero         |                                                                      |          |                                                                                   |          |                                                                              |          |
| 100 m                | Fritzie Nathansen                                                    | 1'07"8   | Johanna Termeulen                                                                 | 1'08"1   | Greta Andersen                                                               | 1'08"3   |
| 400 m                | Karen Harup                                                          | 5'18"2   | Catherine Gibson                                                                  | 5'19"8   | Fernande Caroen                                                              | 5'20"9   |
| Dorso                |                                                                      |          |                                                                                   |          |                                                                              |          |
| 100 m                | Karen Harup                                                          | 1'15"9   | Catherine Gibson                                                                  | 1'16"5   | Irene Koster                                                                 | 1'18"0   |
| Rana                 |                                                                      |          |                                                                                   |          |                                                                              |          |
| 200 m                | Petronella van Vliet                                                 | 2'56"6   | Éva Székely                                                                       | 2'57"9   | Jannie de Groot                                                              | 3'00"5   |
| Staffette            |                                                                      |          |                                                                                   |          |                                                                              |          |
| 4x100 m stile libero | Danimarca Elvi Svendsen Karen Harup Greta Andersen Fritzie Nathansen | 4'32"3   | Paesi Bassi Margot Marsman Irma Schumacher Marie-Louise Vaessen Johanna Termeulen | 4'36"0   | Gran Bretagna Catherine Gibson Lilian Preece Nancy Riach Margaret Wellington | 4'37"1   |

## Tuffi

### Uomini
| Evento          | Oro                 | Perform. | Argento           | Perform. | Bronzo         | Perform. |
| Trampolino 3m   | Roger Heinkele      | 126.71   | Svante Johansson  | 118.88   | László Hidvégi | 114.80   |
| Piattaforma 10m | Thomas Christiansen | 105.55   | Lennart Brunnhage | 98.85    | Louis Marchant | 95.32    |

### Donne
| Evento          | Oro               | Perform. | Argento         | Perform. | Bronzo                 | Perform. |
| Trampolino 3m   | Madeleine Moreau  | 100.43   | Alma Staudinger | 90.67    | Jeannette Aubert-Pinel | 86.78    |
| Piattaforma 10m | Nicole Pellissard | 60.03    | Eileen Szagot   | 59.86    | Alma Staudinger        | 58.02    |

## Pallanuoto
| Evento          | Oro    | Argento | Bronzo |
| Torneo maschile | Italia | Svezia  | Belgio |

## Trofeo dei campionati
- Coppa Europa (maschile)

| Posizione | Paese          | Punti |
| 1         | Ungheria       | 79    |
| 2         | Francia        | 75    |
| 3         | Svezia         | 73    |
| 4         | Gran Bretagna  | 33    |
| 5         | Italia         | 30    |
| 6         | Cecoslovacchia | 18    |
| 7         | Danimarca      | 16    |
| 8         | Jugoslavia     | 13    |
| 9         | Belgio         | 11    |
| 10        | Paesi Bassi    | 4     |
| 11        | Islanda        | 1     |

- Coppa Bredius (femminile)

| Posizione | Paese         | Punti |
| 1         | Danimarca     | 72    |
| 2         | Paesi Bassi   | 55    |
| 3         | Francia       | 34    |
| 4         | Gran Bretagna | 31    |
| 5         | Ungheria      | 28    |
| 6         | Austria       | 16    |
| 7         | Svezia        | 14    |
| 8         | Belgio        | 6,5   |
| 9         | Finlandia     | 1,5   |

## Fonti
- (EN) Gbrathletics.com.
- (RU)  I campionati europei del 1947: notizie, risultati e le classifiche per nazioni visitato il 18 febbraio 2011
- (RU)  altre informazioni sui campionati visitato il 18 febbraio 2011